# 朱利安·威爾
朱利安·威爾（法語：Julien Weill，1873年3月29日—1950年4月25日），出生於法國法蘭西島大區伊夫林省的凡爾賽，是已故的法國猶太教拉比。

## 生平
他先在讓松·德·薩伊中學取得中學的學歷，1891年至1897年的期間，他在法國猶太神學院接受完整的猶太教拉比訓練，完成之後成為凡爾賽的拉比，1905年至1928年，他回法國猶太神學院教授古代文學和法國文學，1933年起成為巴黎的拉比，第二次世界大戰期間他參與法國抵抗運動，也多次遭到納粹逮捕和釋放，但是他堅持留在巴黎直到過世。

## 歷史沿革
- 1946年：追晉 法國榮譽軍團勳章